# Associatie van zandhaver en helm
De associatie van zandhaver en helm of helm-associatie (Elymo-Ammophiletum) is een associatie uit het helm-verbond (Ammophilion arenariae).

## Naamgeving en codering
| Ammophiletum arenariae Moss 1907 |

- Syntaxoncode voor Nederland (rVvN): r24Ab01
- Natura2000-habitattypecode (EU-code): H2120

De wetenschappelijke naam Elymo-Ammophiletum is afgeleid van de botanische naam van twee belangrijke diagnostische soorten van de associatie. Dit zijn een synoniem van zandhaver (Leymus arenarius, syn. Elymus arenarius) en van helm (Calamagrostis arenaria syn. Ammophila arenaria).

## Vegetatiezonering
Aan de loefzijde van de zeereep treedt in aangroeiende kusten doorgaans de biestarwegras-associatie als contactgemeenschap op, en op plaatsen waar zich een vloedmerk gevormd heeft is dat veelal de associatie van loogkruid en zeeraket. Aan de landzijde zijn de contactgemeenschappen doorgaans duingraslanden uit de klasse van droge graslanden op zandgrond of duinstruwelen van de associatie van duindoorn en vlier en/of de associatie van duindoorn en liguster.

## Verspreiding
Het verspreidingsgebied van de associatie van zandhaver en helm omvat in Europa de kustgebieden van Noord-Frankrijk tot Zuid-Scandinavië en komt daarnaast ook voor bij de kustgebieden van de Britse Eilanden.